# Chinyere Kalu
Chinyere Kalu, geborene Onyenucheya (* 1970 in Ukwa East, Abia, Nigeria), ist eine nigerianische Berufspilotin und die erste Frau, die in Nigeria ein Flugzeug flog und die Lizenz zur Berufspilotin erhielt. Von Oktober 2011 bis Februar 2014 war sie Rektorin und Hauptausbilderin des Nigerian College of Aviation Technology.

## Leben
Chinyere Onyenucheya wurde 1970 in Ukwa East in der Provinz Abia geboren. Ihre Eltern trennten sich, als sie jung war, sie wuchs bei ihrer Mutter und ihrer sehr unterstützenden Großfamilie auf. Die Grundschulausbildung beendete sie an der Anglican Girls Grammar School in Yaba, Bundesstaat Lagos. Aufgrund ihrer Abenteuerlust wusste sie früh, was sie werden wollte. Zuerst wollte sie Stewardess werden, aber ihrer Meinung nach wurden Frauen in diesem Beruf von Männern in der Branche ausgebeutet, also wollte sie stattdessen Pilotin werden. Sie wurde von ihrer Tante in diesem Wunsch bestärkt. Sie besuchte das Nigerian College of Aviation Technology in Zaria, danach Kurse zur Luftfahrt in Großbritannien und den USA und erhielt ihre Luftfahrtlizenz als Berufspilotin vom Nigerian College of Aviation Technology.
Sie besuchte weitere Schulungen in den unterschiedlichsten Ländern weltweit und unterrichtete im Fliegen. Selbst ein Flugzeugabsturz im Jahr 2006 konnte sie nicht aufhalten. Wasser war in den Motor des Flugzeugs eingedrungen und brachte es zum Absturz. Daneben musste sich Chinyere Kalu in einer männlich dominierten Arbeitswelt beweisen. Männer in der Branche fühlten sich durch ihr Vordringen in eine vermeintlich männliche Sphäre bedroht und sie musste oft um Arbeit kämpfen. Kalu ist die erste Frau, die in Nigeria ein Flugzeug flog sowie die erste kommerzielle Pilotin in Nigeria.
Chinyere Kalu wurde im Oktober 2011 von Präsident Goodluck Jonathan zur Rektorin und Hauptausbilderin des Nigerian College of Aviation Technology ernannt. Ihr Nachfolger wurde im Februar 2014 Kapitän Samuel Caulcrick.
Ihr Erfolg in der Luftfahrt brachte ihr Anerkennung und Auszeichnungen ein, darunter den African International Achievers' Merit Award im Jahr 2007 und den Rare Gems Professional Achievements Award im Jahr 2007. Sie gehört der Nigerian Women Achievers Hall of Fame an und trägt den Orden der Republik Nigeria.
Chinyere Kalu ist verheiratet und hat drei Kinder.